# Fritz L'Allemand
Fritz L'Allemand (Hanau, 24 maggio 1812 – Vienna, 20 settembre 1866) è stato un pittore austriaco.
Discendeva da una famiglia di artisti. Già il nonno, Konrad Marcus Christian L'Allemand era un incisore e così pure il padre. I suoi genitori erano  Siegmund Wilhelm Christoph L'Allemand (1774–1856) e la moglie Klara Anna Maria Gesser (1788–1855). Il fratello Corrado (1809–1880) coniava medaglie a Francoforte sul Meno e ad Hannover, mentre il fratello Taddeo (1810–1872) era anch'egli incisore a Vienna.

## Biografia

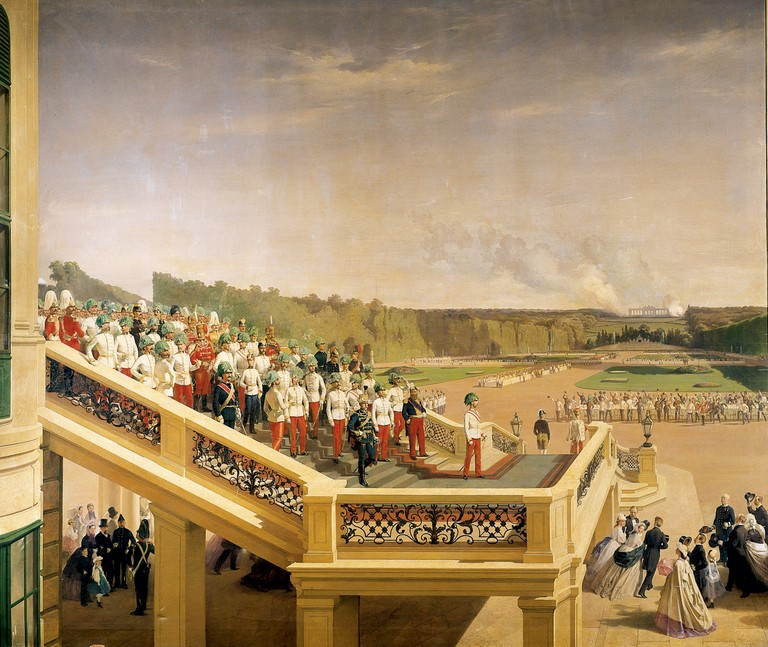
L'imperatore Francesco Giuseppe sulla scalinata del giardino in occasione del centesimo anniversario della fondazione dell'Ordine militare di Maria Teresa.

Fritz si trasferì con i suoi genitori nel 1826 a Vienna, ove andò a scuola. Dal 1827 studiò presso l'Accademia di belle arti di Vienna sotto Josef Klieber e Joseph von Führich. Fu anche valorizzato da Johann Peter Krafft. Nel 1835 si mostrò per la prima volta al pubblico come pittore e fino al 1838 dipinse nell'atelier di Friedrich Schilcher.
Dalla ritrattistica e dalla pittura di genere si volse in seguito in parte alle rappresentazioni storiche di guerra. Il motivo di questo furono le campagne austriache della guerra della quinta coalizione del 1809, della rivoluzione in alta Italia del 1849 e della guerra austro-danese del 1864. Inoltre fu illustratore di uniformi militari. I suoi dipinti di battaglie trovarono nell'allora imperatore imperatore  Francesco Giuseppe un particolare mecenate.
Dal 1848 fu membro consigliere dell'Accademia viennese, dal 1861 membro della Künstlerhaus di Vienna.
Fritz L'Allemand morì il 20 settembre 1866 a Vienna e fu sepolto nel Cimitero evangelico Matzleinsdorfer.
Alcune sue opere si trovano oggi nell'Heeresgeschichtliches Museum a Vienna.
Il nipote Siegmund L’Allemand (1840–1910) fu anch'egli un famoso pittore, al quale nella sua gioventù Fritz impartì lezioni.

## Matrimonio e figli
Fritz sposò nel 1849aVienna Maria Anna Brunner (1827–1901), figlia di Johann Adam Brunner  e di Therese Wies. La coppia ebbe due figli, che tuttavia morirono entrambi in giovane età.

## Opere scelte
- Szene aus dem Feldlager bei Cavalcaselle (Scene dall'accampamento militare presso Cavalcaselle, 1854, olio su tela, Heeresgeschichtliches Museum, Vienna.
- Parade österreichischer Truppen vor Mailand, vor der Revolution von 1848 (parata di truppe austriache dinnanzi a Milano, prima della rivoluzione del 1848),  olio su tela, Heeresgeschichtliches Museum, Vienna.
- Szene aus dem Gefecht am Mincio (Scene dalla sconfitta sul Mincio), 1853, olio su tela, Heeresgeschichtliches Museum, Vienna.
- Das Gefecht bei Oeversee am 6. Februar 1864 (La sconfitta presso Oversee il 6 febbraio 1864), 1866, olio su tela, Heeresgeschichtliches Museum Vienna.
- L'imperatore  Francesco Giuseppe sulla scalinata del giardino in occasione del centesimo anniversario della fondazione dell'Ordine militare di Maria Teresa, olio su tela, Castello di Schönbrunn, Billiardzimmer[3]
- Festbankett in der Großen Galerie Schlosses Schönbrunn anlässlich der 100-Jahr-Feier des Maria-Theresien-Ordens (Banchetto di gala nella Gran Galleria del Castello di Schönbrunn in occasione del centenario di fondazione dell'Ordine Militare di Maria Teresa), olio su tela, Castello di Schönbrunn, Billiardzimmer[4]